# Pacific Surfliner
| Pacific Surfliner in San Diegos Santa Fe Depot |                      |                                   |                                   |
| Amtrak California, Pacific Surfliner in grün |                      |                                   |                                   |
| Streckenlänge: | 563 km               |                                   |                                   |
| Spurweite: | 1435 mm (Normalspur) |                                   |                                   |
| |                      |                                   |                                   |
| Stationen |                      |                                   |                                   |
| \| \| 0 \| San Luis Obispo \| San Luis Obispo \| \| \| 19 \| Grover Beach \| Grover Beach \| \| \| 40 \| Guadalupe-Santa Maria \| Guadalupe-Santa Maria \| \| \| 82 \| Surf-Lompoc \| Surf-Lompoc \| \| \| 177 \| Goleta \| Goleta \| \| \| 192 \| Santa Barbara \| Santa Barbara \| \| \| 208 \| Carpinteria \| Carpinteria \| \| \| 233 \| Ventura \| Ventura \| \| \| 249 \| Oxnard \| Oxnard \| \| \| 266 \| Camarillo \| Camarillo \| \| \| 282 \| Moorpark \| Moorpark \| \| \| 299 \| Simi Valley \| Simi Valley \| \| \| 312 \| Chatsworth \| Chatsworth \| \| \| 327 \| Van Nuys \| Van Nuys \| \| \| 336 \| Burbank-Hollywood Burbank Airport \| Burbank-Hollywood Burbank Airport \| \| \| 348 \| Glendale \| Glendale \| \| \| 357 \| Los Angeles Union Station \| Los Angeles Union Station \| \| \| 399 \| Fullerton \| Fullerton \| \| \| 407 \| Anaheim \| Anaheim \| \| \| 415 \| Santa Ana \| Santa Ana \| \| \| 431 \| Irvine \| Irvine \| \| \| 451 \| San Juan Capistrano \| San Juan Capistrano \| \| \| 463 \| San Clemente Pier \| San Clemente Pier \| \| \| 497 \| Oceanside \| Oceanside \| \| \| 502 \| Carlsbad Village \| Carlsbad Village \| \| \| 509 \| Carlsbad Poinsettia \| Carlsbad Poinsettia \| \| \| 517 \| Encinitas \| Encinitas \| \| \| 523 \| Solana Beach \| Solana Beach \| \| \| 534 \| Sorrento Valley \| Sorrento Valley \| \| \| 558 \| San Diego Old Town \| San Diego Old Town \| \| \| 563 \| San Diego \| San Diego \| |                      |                                   |                                   |
| Kopfbahnhof Streckenanfang | 0                    | San Luis Obispo                   | San Luis Obispo                   |
| Bahnhof | 19                   | Grover Beach                      | Grover Beach                      |
| Bahnhof | 40                   | Guadalupe-Santa Maria             | Guadalupe-Santa Maria             |
| Bahnhof | 82                   | Surf-Lompoc                       | Surf-Lompoc                       |
| Bahnhof | 177                  | Goleta                            | Goleta                            |
| Bahnhof | 192                  | Santa Barbara                     | Santa Barbara                     |
| Bahnhof | 208                  | Carpinteria                       | Carpinteria                       |
| Bahnhof | 233                  | Ventura                           | Ventura                           |
| Bahnhof | 249                  | Oxnard                            | Oxnard                            |
| Bahnhof | 266                  | Camarillo                         | Camarillo                         |
| Bahnhof | 282                  | Moorpark                          | Moorpark                          |
| Bahnhof | 299                  | Simi Valley                       | Simi Valley                       |
| Bahnhof | 312                  | Chatsworth                        | Chatsworth                        |
| Bahnhof | 327                  | Van Nuys                          | Van Nuys                          |
| Bahnhof | 336                  | Burbank-Hollywood Burbank Airport | Burbank-Hollywood Burbank Airport |
| Bahnhof | 348                  | Glendale                          | Glendale                          |
| Spitzkehrbahnhof rechts | 357                  | Los Angeles Union Station         | Los Angeles Union Station         |
| Bahnhof | 399                  | Fullerton                         | Fullerton                         |
| Bahnhof | 407                  | Anaheim                           | Anaheim                           |
| Bahnhof | 415                  | Santa Ana                         | Santa Ana                         |
| Bahnhof | 431                  | Irvine                            | Irvine                            |
| Bahnhof | 451                  | San Juan Capistrano               | San Juan Capistrano               |
| Bahnhof | 463                  | San Clemente Pier                 | San Clemente Pier                 |
| Bahnhof | 497                  | Oceanside                         | Oceanside                         |
| Bahnhof | 502                  | Carlsbad Village                  | Carlsbad Village                  |
| Bahnhof | 509                  | Carlsbad Poinsettia               | Carlsbad Poinsettia               |
| Bahnhof | 517                  | Encinitas                         | Encinitas                         |
| Bahnhof | 523                  | Solana Beach                      | Solana Beach                      |
| Bahnhof | 534                  | Sorrento Valley                   | Sorrento Valley                   |
| Bahnhof | 558                  | San Diego Old Town                | San Diego Old Town                |
| Kopfbahnhof Streckenende | 563                  | San Diego                         | San Diego                         |

Der Pacific Surfliner ist eine 563 km lange Bahnverbindung im US-Bundesstaat Kalifornien zwischen San Diego und San Luis Obispo. Die Züge werden von der staatlichen Gesellschaft Amtrak unter der Marke Amtrak California betrieben. Das Angebot wurde schrittweise seit der Übernahme durch Amtrak und den Bundesstaat Kalifornien ausgebaut, mit Stand März 2020 fuhren je nach Abschnitt bis zu 13 Zugpaare. Der Abschnitt des Pacific Surfliner von Los Angeles bis San Diego wurde zuvor von den San Diegan-Zügen der ehemaligen Bahngesellschaft Atchison, Topeka and Santa Fe bedient, bis Amtrak den Betrieb übernahm.

## Fahrplan und Betrieb
Auf dem nördlichen Abschnitt zwischen Los Angeles und San Luis Obispo verkehren (Stand November 2016) insgesamt fünf tägliche Zugpaare, davon drei nur bis Goleta. Zusätzlich bedient der Coast Starlight von bzw. nach Seattle den nördlichen Streckenabschnitt, hält aber nur an wenigen Bahnhöfen. Die südliche Strecke zwischen Los Angeles und San Diego ist stärker frequentiert, insgesamt verkehren hier 13 tägliche Zugpaare. In den Tagesrandzeiten verkehren zusätzlich einzelne Buspaare. Amtrak bietet außerdem Thruway Motorcoaches als Anschlussverbindungen an, unter anderem von Fullerton nach Palm Springs und von Santa Barbara oder San Luis Obispo in Richtung San Jose und Oakland.
Da weder in San Diego, San Luis Obispo oder Goleta Möglichkeiten zum Wenden der Zuggarnitur bestehen, verkehren die Züge als Wendezüge. Die Diesellokomotiven schieben dabei von San Luis Obispo bzw. Goleta bis Los Angeles sowie von San Diego bis Los Angeles, in der jeweiligen Gegenrichtung stehen die Lokomotiven an der Spitze der Zuggarnitur. In Los Angeles Union Station machen die Züge Kopf. Die Federal Railroad Administration und Los Angeles County planen den Umbau der Union Station in einen Durchgangsbahnhof, um das Kopfmachen zu vermeiden.
Die 350 Meilen bzw. 563 Kilometer lange Verbindung San Luis Obispo-San Diego legen die Pacific Surfliner in etwa 8,5 Stunden zurück, die zulässige Höchstgeschwindigkeit liegt je nach Abschnitt zwischen 79 und 90 Meilen pro Stunde, umgerechnet 127 bis 145 km/h. Die Züge bedienen einen Teil der Bahnhöfe nur in Tagesrandlagen, vor allem auf den zusätzlich durch Metrolink und Coaster bedienten Abschnitten zwischen Santa Barbara und San Diego. Ein Großteil der landschaftlich reizvollen Strecke der Pacific Surfliner folgt der Pazifikküste, lediglich im engeren Großraum von Los Angeles und dem San Fernando Valley verläuft die Strecke durch Wohngebiete, Industrieanlagen und ausgedehnte landwirtschaftliche Nutzflächen. Im Abschnitt zwischen Goleta und Lompoc passiert die Strecke das Gelände der Vandenberg Space Force Base auf einem schmalen Streifen der Küste. Die Strecken sind außerhalb des engeren Ballungsraums von Los Angeles überwiegend eingleisig, nördlich von Los Angeles zu 80 %. Aufgrund der Lage direkt an der Pazifikküste sind Ausbaumaßnahmen nur begrenzt möglich, sowohl die Küste als auch der teilweise parallel verlaufende Highway 101 stehen einem Ausbau vielfach im Weg. In diesem Bereich ist die Strecke teilweise auch durch die Erosionsprozesse der Küste gefährdet.
Der von Amtrak betriebene Pacific Surfliner wird durch den Bundesstaat Kalifornien finanziert, zuständig ist dafür das California Department of Transportation (Caltrans). Die regionalen Verkehrsbehörden der Countys um San Diego und Los Angeles gründeten 1989 gemeinsam mit dem Bundesstaat und den Eigentümergesellschaften des Pacific Surfliner die Los Angeles–San Diego-San Luis Obispo Rail Corridor Agency (LOSSAN), über die Planung, Controlling und Finanzierung des Surfliner-Services erfolgen. Der Fahrgastverband Rail Passenger Association kritisierte 2009 die Rolle der regionalen Verkehrsbehörden, vor allem würden sie den Pacific Surfliner gegenüber den lokalen Vorortzügen von Metrolink und San Diegan Coaster vernachlässigen. Die Fahrgeldeinnahmen deckten im Jahr 2007 ca. 63 % der Betriebsausgaben für den Pacific Surfliner und lag damit deutlich vor den beiden anderen durch den Staat Kalifornien finanzierten regionalen Korridoren, die ihre Kosten zu 51 % (San Joaquin) und 47 % (Capitol Corridor) deckten. Im Vergleich mit den beiden anderen Korridoren sind die Pacific Surfliner am unpünktlichsten. Während im Capitol Corridor im August 2013 96 % pünktliche Züge erreicht wurden und im San Joaquin-Korridor 80 % pünktlich fuhren, blieben die Pacific Surfliner mit 77 % dahinter zurück. Bis 2015/16 sollte, so die ursprüngliche Planung von 2007, das Angebot des Pacific Surfliner auf dem nördlichen Abschnitt bis Goleta von vier auf sechs Zugpaare und bis San Luis Obispo von zwei auf drei Zugpaare ausgebaut werden. Davon wurde mit Stand November 2016 lediglich ein zusätzliches Zugpaar bis Goleta eingeführt. Die Pünktlichkeit sollte auf 90 % gesteigert und der Kostendeckungsgrad auf 65 % erhöht werden. Ausbaupläne für den südlichen Abschnitt verfolgen vor allem den zweigleisigen Ausbau zwischen Orange County und San Diego.
Mit den Surfliner-Zügen fuhren im Fiskaljahr 2011 annähernd 2,8 Millionen Fahrgäste, ein Zuwachs von 6,6 % gegenüber 2010.  Die Gesamteinnahmen 2011 betrugen 55.317.127 US-Dollar, ein Zuwachs von 11,7 % gegenüber 2010. Der Pacific Surfliner ist Amtraks am drittbesten frequentiertes Zugangebot und das nachfragestärkste außerhalb des Northeast Corridor. Im Fiskaljahr 2016 stieg die Nachfrage auf gut 2,92 Millionen Fahrgäste, nachdem 2015 mit knapp 2,83 Millionen der zwischenzeitliche Rückgang seit 2012 wieder aufgeholt worden war. Die Einnahmen beliefen sich 2015 auf 70.488.654 US-Dollar, gegenüber 2014 ein Zuwachs um 7,6 %.

## Fahrzeuge

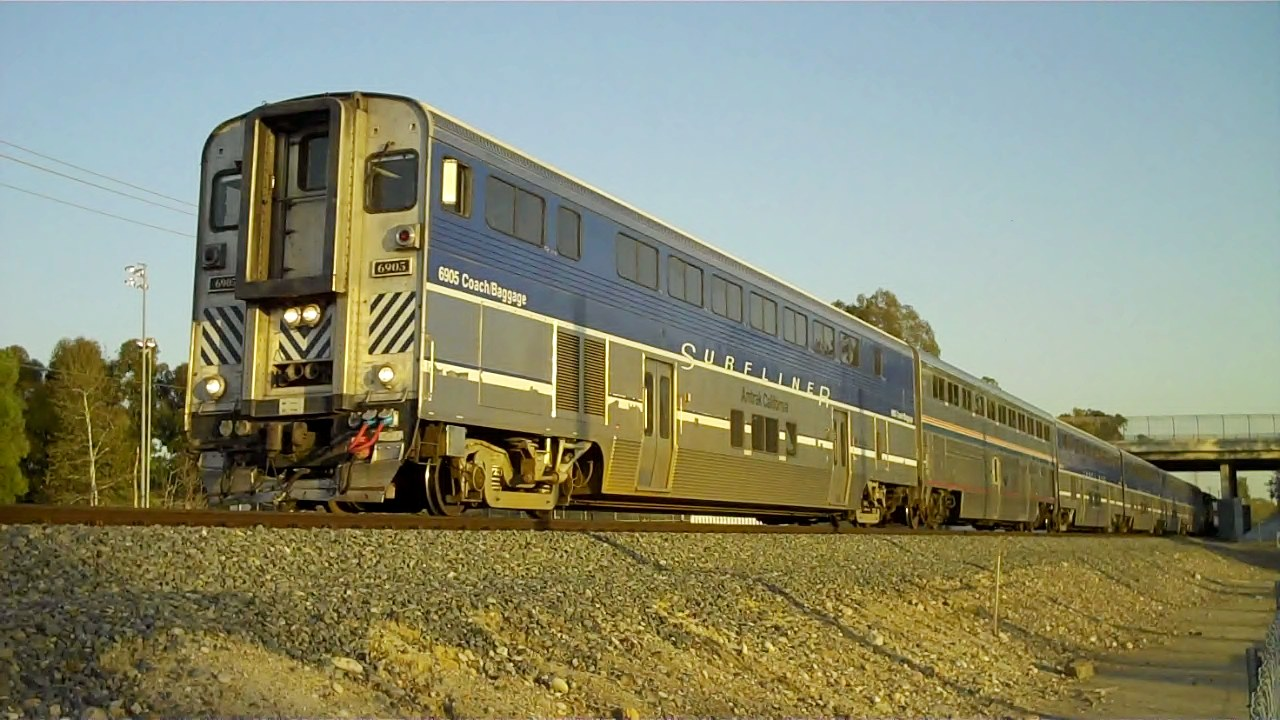
Steuerwagen des Pacific Surfliner bei Lake Forest

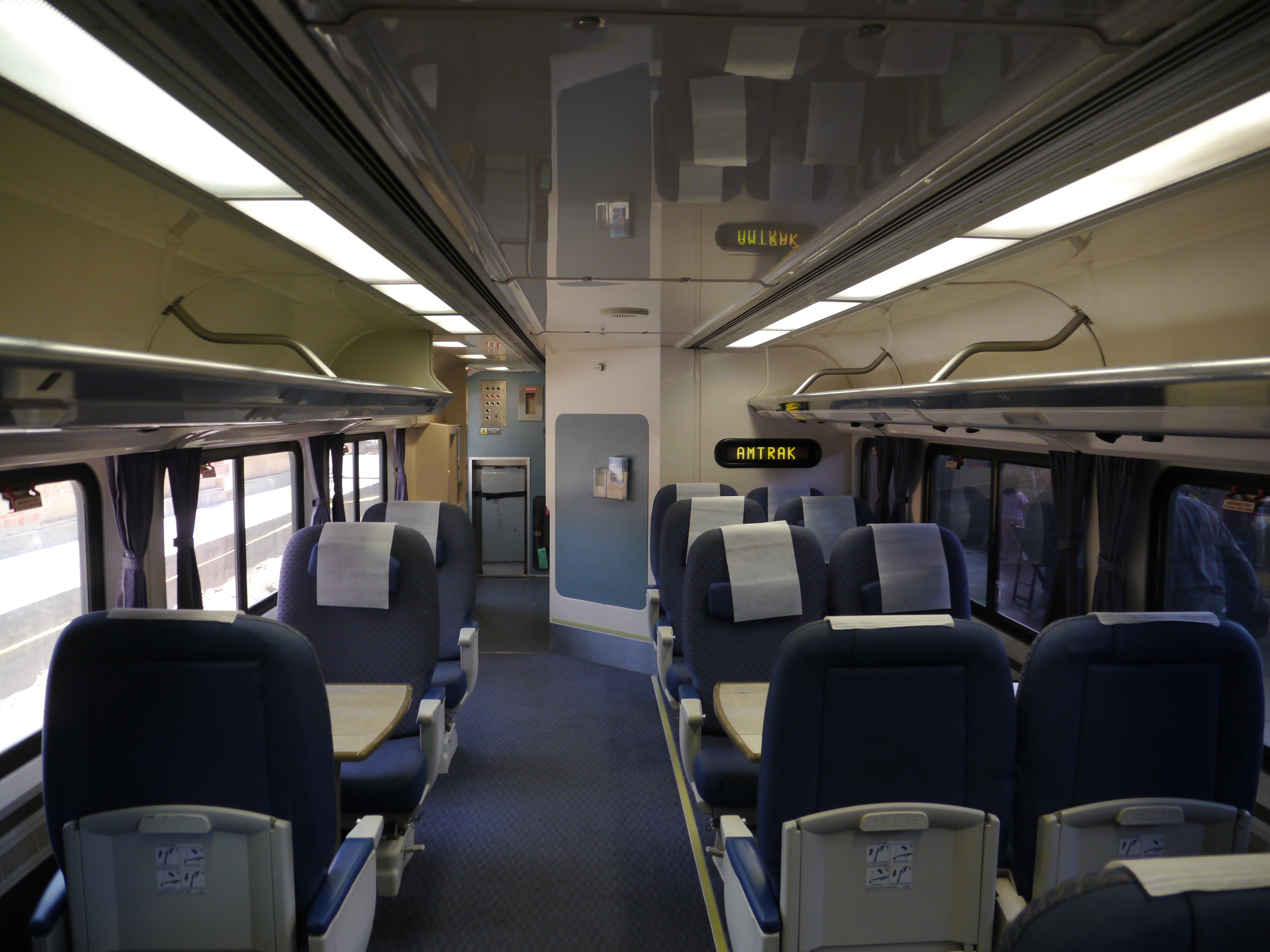
Untergeschoss eines Doppeldeckerwagens mit „Pacific Business Class“ im Pacific Surfliner

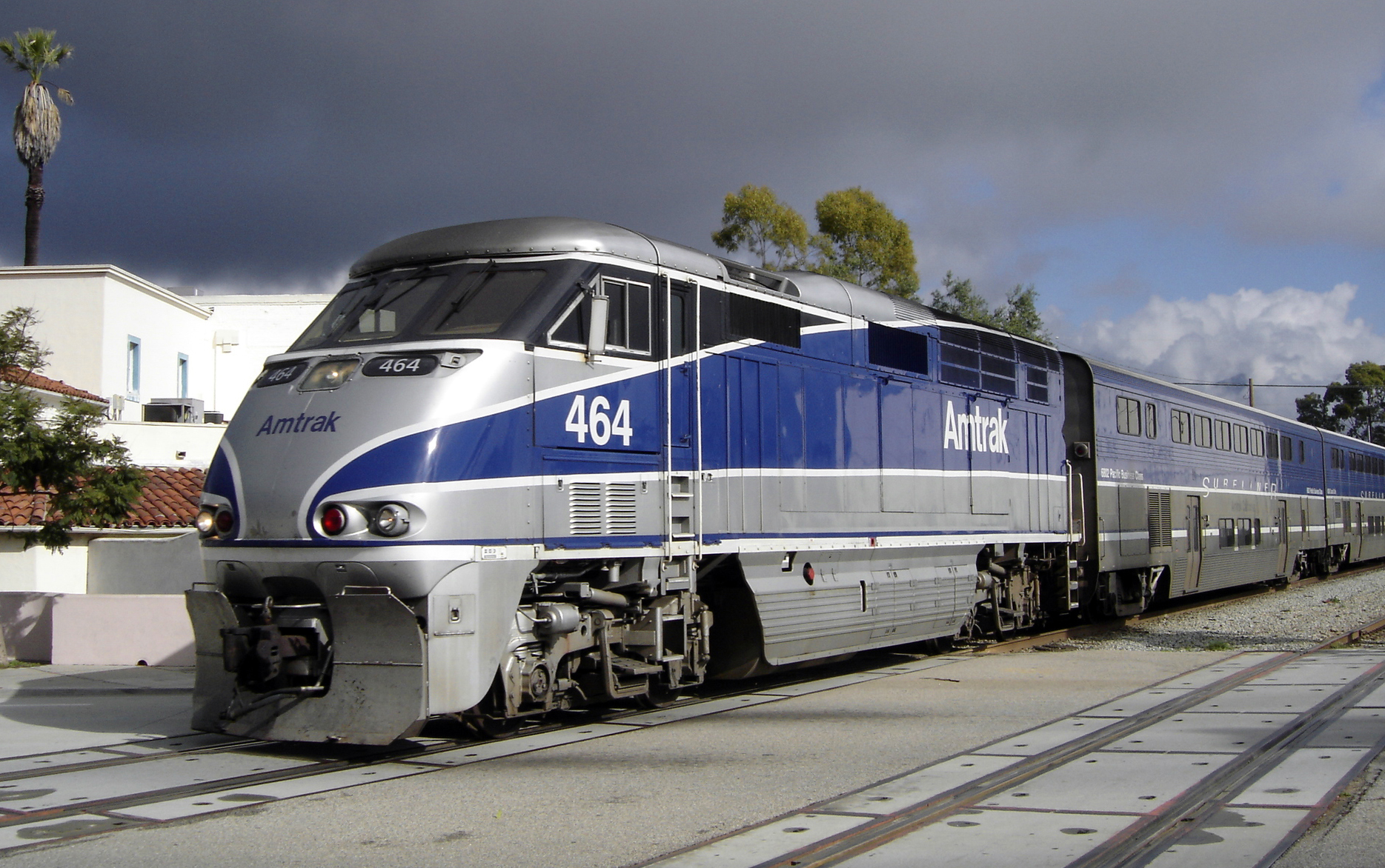
Eine EMD F59PHI vor einem Pacific Surfliner in Santa Barbara

In den Zügen des Pacific Surfliner setzt Amtrak vor allem in den Jahren 2000 bis 2002 von Alstom gelieferte und als Surfliner bezeichnete Doppelstockwagen ein. Eigentümer ist mehrheitlich Amtrak, 22 der insgesamt 62 Fahrzeuge gehören dem California Department of Transportation (Caltrans). Jede Zuggarnitur besteht aus einem Wagen mit Business Class, drei normalen Großraumwagen, einem Großraumwagen mit Café sowie einem Steuerwagen mit Großraum und Gepäckabteil. In den Gepäckabteilen können Surfbretter mitgenommen und seit Juni 2013 bis zu sieben Plätze für Fahrräder reserviert werden.
Die Farbgebung der Surfliner-Wagen ist in Blau-Silber gehalten und unterscheidet sich von der üblichen Farbgebung von Amtrak-Zügen wie auch den Farbgebungen der anderen Zugangebote von Amtrak California. Ausgestattet sind die Wagen mit Gepäckablagen, Klapptischen, Fußstützen, Leselampen und einer Rampe für Rollstühle. In den Zügen ist zudem Wi-Fi verfügbar.
Der dritte Großraumwagen wurde aufgrund der hohen Nachfrage nachträglich ergänzt. Da nicht ausreichend Surfliner-Wagen zur Verfügung stehen, werden vielfach Superliner-Wagen verwendet, die ansonsten in den Fernreisezügen von Amtrak eingesetzt werden. Da sie im Gegensatz zu den Surflinern keine automatischen Türen haben, werden sie in der Regel direkt hinter dem Steuerwagen platziert. Wagenmangel hat zudem dazu geführt, dass Amtrak eine Zuggarnitur aus einstöckigen Amfleet- und Horizon-Großraumwagen einsetzt. Als Steuerwagen dient hier eine ehemalige EMD F40PH-Diesellokomotive, von denen Amtrak einige durch Ausbau der Motoren und Einbau eines Gepäckabteils in Steuerwagen umgerüstet hat.
Alle Pacific Surfliner werden mit Amtrak-Lokomotiven bespannt. Hierfür stehen seit Anfang 2019 14 durch Caltrans finanzierte Diesellokomotiven des Typs Siemens Charger zur Verfügung. Sie lösten 15 Lokomotiven des Typs EMD F59PHI ab, die ebenfalls speziell für den Surfliner vorgesehen und in dessen Farben lackiert waren. Amtrak setzt zudem auch andere Lokomotiven aus dem Park für die Langstreckenreisezüge ein, so beispielsweise die GE Genesis.

## Betreiber der genutzten Strecken
- North County Transit District: San Diego ↔ Grenze San Diego County
- Southern California Regional Rail Authority: Grenze Orange County ↔ Fullerton
- Burlington Northern Santa Fe: Fullerton ↔ Los Angeles
- Southern California Regional Rail Authority: Los Angeles ↔ Moorpark
- Union Pacific Railroad: Moorpark ↔ San Luis Obispo